# Jorge Cerdán Lara
Jorge Cerdán Lara (Xalapa, Veracruz; 23 de julio de 1897 - Ciudad de México, 15 de agosto de 1958) fue un político mexicano, miembro del Partido Revolucionario Institucional. Fue gobernador de Veracruz entre 1940 y 1944.

## Biografía
Nació en Xalapa, Veracruz el 23 de julio de 1897 y sus padres fueron Alfredo Cerdán y Elena Lara. 
Sus primeros estudios los realizó en el Liceo Hidalgo. A los 14 años comenzó a trabajar en el Departamento de Hacienda del Estado, actividad que abandonó en 1917 para incorporarse al movimiento revolucionario en labores de oficina. Al finalizar la Revolución mexicana, continuó laborando en tareas hacendarias y cuando mejoró su situación económica ingresó al Colegio Preparatorio.
En 1921 inició sus estudios universitarios en la Escuela de Derecho del Estado, siguió desarrollándolos en Ciudad Victoria, Tamaulipas y volvió para finalizarlos en su ciudad natal.

## Trayectoria política
En 1933 resultó electo diputado local y posteriormente fiscal del Estado ante la Convención Fiscal Nacional, en el que realizó un brillante papel. El gobierno de Baja California también lo designó su representante ante la citada Convención. En 1936, el gobernador Miguel Alemán Valdés le encargó la Tesorería General del Estado de Veracruz.
En 1940 fue elegido gobernador constitucional de Veracruz para el periodo de 1940 a 1944. Al finalizar su gestión administrativa, se trasladó a la Ciudad de México para continuar su ejercicio profesional como abogado.
Falleció en la Ciudad de México el 15 de agosto de 1958 a los 61 años de edad.